# El Plan del Recreo
El Plan del Recreo är en ort i Mexiko.   Den ligger i kommunen Huehuetla och delstaten Hidalgo, i den sydöstra delen av landet, 160 km nordost om huvudstaden Mexico City. El Plan del Recreo ligger 438 meter över havet och antalet invånare är 156.
Terrängen runt El Plan del Recreo är huvudsakligen lite bergig. El Plan del Recreo ligger nere i en dal. Runt El Plan del Recreo är det ganska tätbefolkat, med 104 invånare per kvadratkilometer. Närmaste större samhälle är Huehuetla, 0,49 km öster om El Plan del Recreo. I omgivningarna runt El Plan del Recreo växer i huvudsak städsegrön lövskog.